# Cymbidium chloranthum
Cymbidium chloranthum är en orkidéart som beskrevs av John Lindley. Cymbidium chloranthum ingår i släktet Cymbidium, och familjen orkidéer.

## Underarter
Arten delas in i följande underarter:
- C. c. chloranthum
- C. c. palawanense